# Риги, Абдулмалик
Абдулмалик Риги (1979 — 20 июня 2010) — бывший лидер террористической исламистской организации «Джундаллы», базирующейся в провинции Систан и Белуджистан на юго-востоке Ирана. В 2010 году был арестован и казнён правительством Ирана.

## Ранний период жизнь и образование
Родился в 1979 году. Происходит из племени риги, народа белуджей. Будучи подростком был осуждён за нападение с помощью ножа и отбывал срок в тюрьме.
Не имел формального светского образования, обучался в городской семинарии Карачи в медресе суннитов «Jamia Uloom-ul-Islamia», как и многих лидеры исламистского движения «Талибан».

## Предполагаемая деятельность
Существуют споры по поводу поддержки и международных связей «Джундаллы». Многие эксперты считают, что группировка связана с «Аль-Каидой». Есть также утверждения, что «Джундалла» связана с правительством США и получает финансирование от белуджских иранцев за границей.
Американский журналист Дэн Разер телеканала «AXS TV» в своей программе «Dan Rather Reports» взял интервью у Абдулмалика Риги и показал видеозапись того, как тот лично отрубил голову своему родственнику Шахабу Мансури. В том же интервью Абдулмалик Риги назвал себя «иранцем» и отрицал, что его целью является формирование отдельного государства белуджей. Он утверждал, что цель деятельности группировки состояла в том, чтобы «улучшить условия проживания для этнических белуджей» и «борьба за права мусульман-суннитов в Иране».
По некоторым сведениям, Абдулмалик Риги никогда не спал в одном месте в течение двух ночей подряд и не пожимал руки другим людям без перчаток. Также сообщалось, что он подражал Абу Мусаб аз-Заркави в его поведении и видео казней заложников. Иранская газета «Kayhan» ошибочно сообщила 7 апреля 2005 года, что Риги был убит в ходе операции на границе с Афганистаном. 11 апреля 2005 года появилось видео опровержение, на котором Абдулмалик Риги жив.
Абдулхамид Риги обвинял своего брата в сотрудничестве с американцами против правительства Ирана. Иранские власти утверждали, что Абдулмалик Риги принимал участие в убийстве иранского генерала и совершал теракты внутри страны. По этим обвинениям Абдулмалик был арестован в феврале 2010 года.

## Арест
Есть две разные версии ареста Абдулмалика Риги. Согласно данным правительства Ирана, 23 февраля 2010 года Абдулмалик находился на борту авиарейса из Дубая (Объединённые Арабские Эмираты) в Бишкек (Кыргызстан) с поддельным паспортом гражданина Афганистана. Когда самолет находился над Персидским заливом его перехватили иранские истребители и пилоту было приказано приземлиться на иранской территории. Когда самолёт приземлился в международном аэропорту Бендер-Аббаса, иранские войска опознали среди пассажиров Абдулмалика Риги и арестовали его. После ареста иранское телевидение показало Абдулмалика со связанными руками в сопровождении четырёх иранских коммандос в масках.
По словам бывшего сотрудника разведки США, Абдулмалик Риги был схвачен пакистанскими силовиками и доставлен в Иран при поддержке США: «Неважно, что иранцы говорят. Они знают правду».

## Казнь
20 июня 2010 года иранские и международные СМИ сообщили, что Абдулмалик Риги был повешен в тюрьме Эвин в Тегеране. Информационное агентство Исламской Республики заявило, что казнь была проведена по решению Тегеранского революционного трибунала. Было процитировало заявление трибунала, в котором говорилось: «Руководитель вооружённой контрреволюционной группировки на востоке страны ответственен за вооружённое ограбление, покушения на убийство, вооруженные нападения на армию и полицию, а также на простых людей, и убийстве». Его казнь была описана как «тяжелый удар» по «Джундалле».
Министр внутренних дел Ирана Мостафа Мохаммад Наджар прокомментировал казнь: «За последние 30 лет наши враги терпели поражения во всех случаях, и их последней уловкой было подстрекательство активистов, которые хотели разрушить нашу власть. Казнь этого злодея, которого поддерживали несколько западных шпионских агентств и израильтяне, вернула в регион полный мир». Абдулмалик Риг был похоронен на Хаваранском кладбище в юго-восточном Тегеране.
В 2019 году выпущен иранский драматический фильм «When the Moon Was Full» режиссёра Наргес Абьяр. В центре сюжета история брата и невестки Абдулмалика Риги.